# Kasane Teto
Kasane Teto (em japonês: 重音テト) é uma software de cantor virtual (conhecido como voicebank) criada no 2channel para o Dia da Mentira de 2008. Embora a software tenha sida criada inicialmente como uma farsa e não existisse, mais tarde ela foi produzida e tornado compatível com o software de síntese de voz UTAU, permitindo que ela cantasse. A Kasane Teto foi apresentada como uma "diva nascida de uma farsa".
Kasane Teto também foi lançada como um modelo de voz em 2021 para TALQu, um software de fala livre baseado em aprendizado profundo, e em 2023 para Synthesizer V AI, um software comercial de síntese de voz.

## História

### Criação
As origens da Kasane Teto vêm do 2channel. Em 2008, um grupo de usuários elaborou um plano para criar um personagem falso de Vocaloid. Nomes de personagens, penteados, gêneros, idades, gostos, desgostos, habilidades especiais e outras características foram selecionados aleatoriamente entre as sugestões dos usuários do 2channel e consolidados em um único personagem, que seria mostrado como uma brincadeira no Dia da Mentira. Em 6 de abril de 2008, ela apareceu pela primeira vez em vídeo. em 13 de abril de 2008, o primeiro voicebank foi lançado. A primeira música usando sua voz foi lançada em 1º de junho de 2008.
Os detentores dos direitos que forneceram o design do personagem e a voz de Kasane Teto estabeleceram o círculo "TWINDRILL" em 2009 para promover e gerenciar o personagem. Embora Kasane Teto fosse um personagem de paródia da série de cantores Vocaloid da Crypton Future Media, Twindrill organizou os direitos e estabeleceu um relacionamento cooperativo com a Crypton de 2009 a 2010. Desde 2010, a Crypton tem sido o ponto de contato para uso comercial.

### Décadas de 2010 e 2020
Kasane Teto continuou a causar impacto na comunidade Vocaloid com muitas músicas sendo lançadas. Em 2012, um pacote DLC para Hatsune Miku: Project Diva a apresentou. Em 2013, ela apareceu para o ato de Hatsune Miku no Sapporo Snow Festival 2013.

### Sintetizador V
Para o 15º aniversário da Kasane Teto em 1º de abril de 2023, a desenvolvedora de software japonesa AH-Software anunciou que faria uma parceria com a Twindrill e a Crypton Future Media para produzir um banco de dados de voz "Synthesizer V AI" para a Teto, seu primeiro lançamento comercial completo. Para a ocasião, um redesenho significativo foi feito, dando a Teto uma nova roupa para se destacar de ser uma paródia de Hatsune Miku. A tecnologia de aprendizado profundo no SynthV fez uso do canto do provedor de voz em vez de amostras de fonemas concatenativos como UTAU. Isso permitiu uma síntese mais limpa e natural e vários recursos, como "Modos vocais" para expressão e a capacidade de cantar em qualquer idioma que o Synthesizer V AI suporte por meio de "síntese multilíngue". Este banco de voz foi lançado em 27 de abril de 2023 e recebeu atualizações frequentes.